# رود گولیت
رود گولیت (به هلندی: Ruud Gullit) (زاده ۱ سپتامبر ۱۹۶۲) مربی و بازیکن سابق فوتبال هلندی است. او کاپیتان تیم ملی هلند فاتح جام ملت‌های اروپا ۱۹۸۸ بود. رود گولیت در سال ۱۹۸۷ بهترین بازیکن فوتبال اروپا و در سال‌های ۱۹۸۷ و ۱۹۸۹ بازیکن سال جهان از سوی مجلهٔ ورلد ساکر شناخته شد. او یکی از اسطوره های آث میلان محسوب میشود.
مهاجمی با موهای بافته بلند که در اواخر دهه ۸۰ میلادی از بهترین بازیکنان جهان بود.
از سال ۱۹۸۱ عضو تیم ملی هلند بود. تیم هلند در رقابت‌های مقدماتی یورو ۸۴ به علت تفاضل گل کمتر نسبت به اسپانیا از حضور در مرحله پایانی بازماند. وی حضور خوبی را رقابت‌های مقدماتی جام جهانی ۱۹۸۶ با هلند داشت اما هلند به دلیل شکست مقابل بلژیک در رقابت پلی آف، به این رقابت‌ها راه نیافت. رود گولیت پس از یک دوره چند ساله ناکامی با تیم ملی هلند و عدم حضور در جام جهانی ۱۹۸۲، جام ملت‌های اروپا در سال ۱۹۸۴ و جام جهانی ۱۹۸۶ مکزیک در اولین حضور خود در یک تورنمنت مهم (جام ملت‌های اروپا ۱۹۸۸ در آلمان غربی) همراه با تیم نارنجی پوش هلند به عنوان کاپیتان تیم در سن ۲۶ سالگی جام قهرمانی هانری دلونای را بالای سر برد. وی در بازی فینال نخستین گل هلند را با ضربه سر وارد دروازه گلر مطرح شوروی، رنات داسایف نمود. گولیت پس از ناکامی جام جهانی ۱۹۹۰ در گروه مرگ بازی‌ها و رویارویی با آلمان آماده در مرحله یک‌هشتم جام، در رقابت‌های یورو ۱۹۹۲ به‌طور مجدد درخشید و همراه با تیم هلند شانس نخست قهرمانی بازی‌ها بود اما در مرحله نیمه نهایی مقابل دانمارک در ضربات پنالتی ناکام ماند. وی در بازی‌های جام جهانی ۱۹۹۴ به یک تصمیم غیر مترقبه از حضور در تیم دیک ادووکات سر باز زد و علت آنرا ذکر نکرد؛ بنابراین مسابقات یورو ۹۲ آخرین حضور پررنگ وی در تیم ملی هلند بود. وی در سال ۱۹۹۴ با تیم آث میلان، برای سومین بار از حضور خود در این تیم، فاتح جام باشگاه‌های اروپا شد.
او مفسر ورزشی فوتبال شبکه ای‌اس‌پی‌ان آمریکا است.

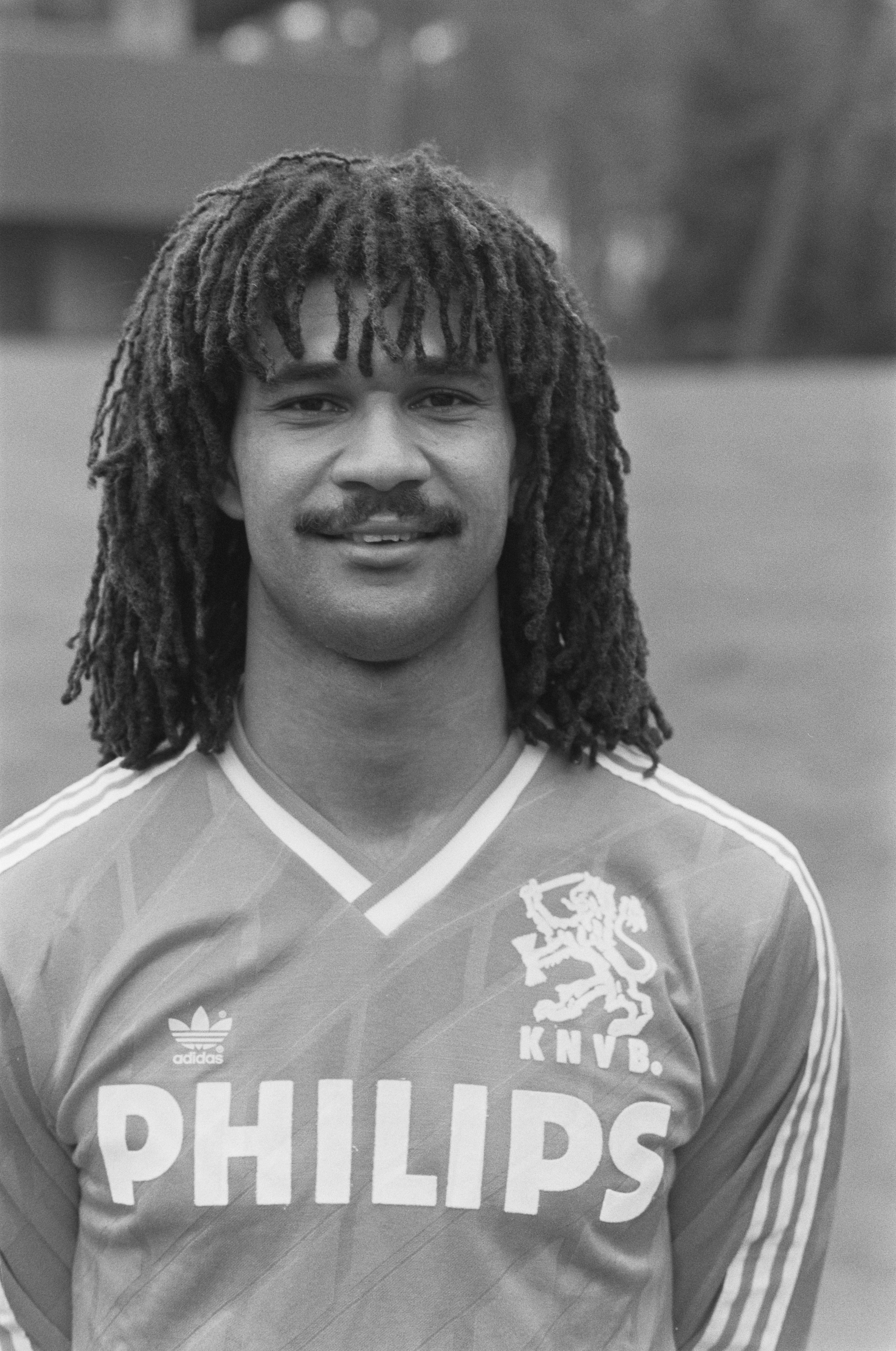
رود گولیت - ۱۹۸۸ میلادی